# McMillan TAC-50

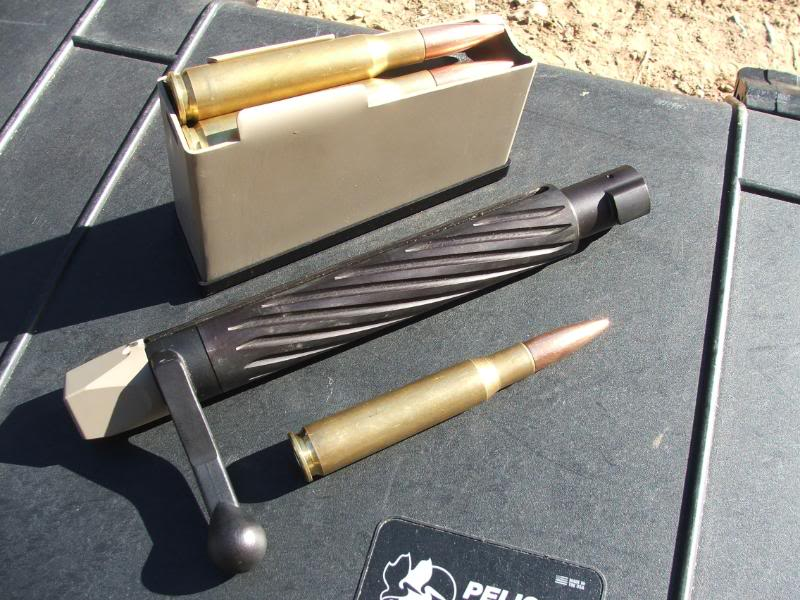
Patrone, Verschluss und Magazin

Das McMillan TAC-50 ist ein als Repetierwaffe ausgeführtes Scharfschützengewehr im Kaliber 12,7 × 99 mm NATO (.50 BMG). Es wird seit den späten 1980er-Jahren in den Vereinigten Staaten von der McMillan Brothers Rifle Company produziert und ist u. a. bis heute bei den kanadischen Streitkräften im Einsatz.
Das TAC-50 wurde als Scharfschützengewehr und Anti-Materiel Rifle konzipiert und verwendet einen Zylinderverschluss sowie ein herausnehmbares, fünf Patronen fassendes Magazin. Der schwere Lauf ist mit einer äußerst effektiven Mündungsbremse ausgestattet, um den starken Rückschlag des großen Kalibers abzufangen. Optional kann die Mündungsbremse durch einen Schalldämpfer vom Typ BR Tuote T8M ersetzt werden. Der Schaft besteht aus glasfaserverstärktem Kunststoff und wird durch ein anklappbares Zweibein ergänzt. Die Waffe hat keine offene Visierung und kann mit verschiedenen Zielfernrohren und Nachtsichtgeräten ausgestattet werden.
Die kanadische Armee führte das Gewehr im Jahr 2000 als Long Range Sniper Weapon (LRSW) ein. Nicht zuletzt wegen seines patentierten Verschlusssystems und seiner Präzision von unter 0,5 Bogenminuten (engl. MOA oder Minute of Angle) konnte es sich gegenüber seinen Mitbewerbern, wie zum Beispiel dem EDM Arms .50cal M96 Windrunner, durchsetzen und wurde als C15 in das Arsenal der kanadischen Streitkräfte aufgenommen, wo es bis heute mit einem 16-fach-Leupold-Zielfernrohr verwendet wird.
2002 erzielte der kanadische Scharfschütze Rob Furlong mit einer McMillan TAC-50 in Afghanistan einen tödlichen Schuss auf eine Entfernung von 2430 m.
2017 wurde durch Dallas Alexander, ein Mitglied der kanadischen Spezialeinheit Joint Task Force 2 im Irak, mit einer McMillan TAC-50 ein bestätigter Treffer in 3540 m Entfernung erzielt.